# Briefe, die ihn nicht erreichten
Briefe, die ihn nicht erreichten è un film muto del 1925 diretto da Friedrich Zelnik, tratto dal romanzo omonimo di Elisabeth von Heyking.

## Produzione
Il film fu prodotto dalla Friedrich Zelnick-Film.

## Distribuzione
Distribuito dalla Süd-Film, uscì nelle sale cinematografiche tedesche presentato in prima a Berlino il 9 ottobre 1925.